# San Telmo (glaciär)
San Telmo är en glaciär i Antarktis. Den ligger i Västantarktis. Argentina, Chile och Storbritannien gör anspråk på området. San Telmo ligger 59 meter över havet.
Terrängen runt San Telmo är mycket platt. Trakten är obefolkad. Det finns inga samhällen i närheten.